# Renate Luca
Renate Luca (* 22. Dezember 1946) ist eine deutsche Medienpädagogin.

## Leben
Von 1966 bis 1970 studierte sie Erziehungswissenschaft und Romanistik an der Universität Hamburg (erstes Staatsexamen für das Lehramt an Volks- und Realschulen). Nach dem Referendariat (1970–1971) im Hamburger Schuldienst (zweites Staatsexamen) absolvierte sie von 1972 bis 1975 ein Promotionsstudium mit den Fächern Erziehungswissenschaft, Psychologie und Soziologie. Nach der Habilitation 1998 wurde sie 1999 Professorin (§ 17 HmbHG) für Allgemeine Erziehungswissenschaft – Medienpädagogik.
Zu den Schwerpunkten ihrer Forschung gehören Medienpädagogik, pädagogisch-psychologische Medienforschung, Medienrezeption sowie Medien und Geschlechterverhältnisse.

## Schriften (Auswahl)
- Zwischen Ohnmacht und Allmacht. Unterschiede im Erleben medialer Gewalt von Mädchen und Jungen. Frankfurt am Main 1993, ISBN 978-3-593-34874-2.
- mit Kerstin Wehrmann: Medienpädagogischer Atlas Hamburg. Wegweiser durch Angebote der Medienpädagogik und Medienarbeit. Ein Forschungsprojekt. Berlin 1993, ISBN 3-89158-088-6.
- Medien und weibliche Identitätsbildung. Körper, Sexualität und Begehren in Selbst- und Fremdbildern junger Frauen. Frankfurt am Main 1998, ISBN 3-593-36127-2.
- mit Stefan Aufenanger: Geschlechtersensible Medienkompetenzförderung. Mediennutzung und Medienkompetenz von Mädchen und Jungen sowie medienpädagogische Handlungsmöglichkeiten. Berlin 2007, ISBN 3-89158-468-7.